# Воробиевка (Одесская область)
Воробеевка (укр. Воробіївка, до 2016 г. — Чапаево) — село, относится к Великомихайловскому району Одесской области Украины. Расположено на реке Средний Куяльник.
Население по переписи 2001 года составляло 331 человек. Почтовый индекс — 67133. Телефонный код — 4859. Занимает площадь 0,91 км². Код КОАТУУ — 5121686401.

## История
В 1945 г. Указом ПВС УССР село Воробьево-Берлин переименовано в Воробьево.

## Местный совет
67133, Одесская обл., Великомихайловский р-н, с. Воробеевка, ул. Центральная, 47